# カイマク (企業)
株式会社カイマク（英: Kaimaku inc）はDX・AIを活用したフルリモートの高還元SES事業やフリーランスエージェント事業、営業支援事業などを行う日本のスタートアップ企業。
日本最大級のベンチャーキャピタルファンドである、SkylandVenturesの投資先の一つであり、2025年6月29日に東証グロース市場に上場するアイドマ・ホールディングスが株式を取得し、アイドマ・ホールディングスの連結対象グループ会社となった。

## 概要
代表の大島氏自身が、株式会社Another worksでITエンジニア向けにサービスを提供する中で感じた「SES業界の構造的欠陥」を解消するため、全てのエンジニアの価値向上を目指し、AI技術を活用した高還元SES事業を開始。
エンジニアの市場価値向上のため、未経験でも参画可能な『複業紹介制度』を採用。
また、社内業務や案件のマッチング業務をDX・AI化することにより大幅なコスト削減の実現を強みとしている。
高還元SESの特徴として挙げられる「単価連動制」「案件選択制」に加えて、カイマク独自のマッチングテクノロジーにより、「フルリモート案件8割」「入社時の年収平均150万円UP」を実現している。

## 沿革
- 2020年（令和2年）11月27日 - 大島黎により設立[4]。
- 2021年（令和3年）11月 - 長期インターンのマッチングアプリ『Kaimaku』をリリース[5]。
- 2022年（令和4年）
  - 7月 - 中小企業向けの採用代行サービス『採用お任せくん』のサービス提供を開始[6]。
  - 8月 - BtoBの新規事業に特化した営業代行サービス『営業お任せくん』のサービス提供を開始[7]。
  - 10月 - 住宅業界に特化したインスタ運用代行サービス『工務店SNSの窓口』のサービス提供を開始[8]。
- 2023年（令和5年）2月 - フリーランスエージェント『Kangen Agent』『AWSエンジニアワークス』をリリース[1]。
- 2025年（令和5年）6月 - 東証グロース市場に上場するアイドマ・ホールディングスが株式を取得し、連結対象のグループ会社となった。

## 経営
既存産業のデジタル化を支援すことでビジョンとなる「産業の未来、をともに創る」を実現するため、
デジタルトランスフォーメーション（DX）を重要視しており、経営方針としてITエンジニアの給与が高いことで知られている。

## 株主
- 同社取締役
- Skyland Ventures 3号投資事業有限責任組合
- 吉田浩一郎 - 株式会社クラウドワークス 代表取締役社長兼CEO
- 塚本大地  - 株式会社MEDIX 代表取締役CEO
- 宮西恭平[10]  - 株式会社Luup、株式会社SalesX 創業者